# 陈思源
陈思源（1964年11月—），男，汉族，安徽马鞍山市含山县人，中华人民共和国政治人物。1981年10月参加工作，1987年7月加入中国共产党，中央党校法律专业研究生学历。曾任中华人民共和国公安部副部长兼公安部一局局长。

## 生平

### 北京市
曾任北京市公安局朝阳分局太阳宫派出所政委、南磨房派出所所长、大屯派出所所长，朝阳分局副局长，宣武分局党委书记、局长，宣武区委常委、北京市西城区委常委，西城分局党委书记、局长，北京市公安局党委委员、副局长，北京市委政法委副书记、市国安办常务副主任、市维稳办主任。

### 公安部
2020年4月，任公安部一局局长，公安部部长助理等职务，当时的公安部部长是赵克志。
2021年6月，任公安部党委委员、副部长，副总警监警衔。2025年7月卸任。